# Roumanie au Concours Eurovision de la chanson 2011
La Roumanie a participé au Concours Eurovision de la chanson 2011.

## Selecția Națională2011
Le 1er octobre 2010, la télévision nationale roumaine a annoncé que la finale nationale se déroulerait à la place de l'émission de veille de la nouvelle année (le 31 décembre). 13 chansons seront diffusées. La date limite pour pouvoir participer était le 5 novembre. Le 15 novembre, la TVR a publié les 13 chansons avec des vidéos produites par le diffuseur. Le vainqueur sera déclaré par télévote et un jury,. Johnny Logan sera le président du jury.
Paula Seling, Ovi, les représentants roumains de 2010 et Gianina Corondan présenteront l'émission.
Le compositeur gagnant sera récompensé cette année par une BMW Série 3 (E90). C'est la seconde année à la finale nationale, où le compositeur remporte une voiture. Les anciens gagnants Johnny Logan et Niamh Kavanagh seront en guest pour cette soirée. Chiara Siracusa viendra également faire une apparition.
Pendant une conférence de presse tenue par la TVR, les 13 finalistes ont été dévoilés. L'annonce s'est déroulée dans l'émission de Marina Almasan-Socaciu, Ne vedem la TVR ! le 20 novembre.
| #  | Interprète(s)                      | Chanson                       | Musique (m) / Paroles (p)                                                                                                 | Points télévote | Points jury | Points total | Place |
| -- | ---------------------------------- | ----------------------------- | --- | --------------- | ----------- | ------------ | ----- |
| 1  | Adi Cristescu                      | "One by One"                  | Adrian Cristescu (m et p)                                                                                                 | 2               | 2           | 4            | 8     |
| 2  | Dalma                              | "Song for Him"                | Liviu Elekes (m) / Roxana Elekes (p)                                                                                      | 0               | 3           | 3            | 10    |
| 3  | Leticia                            | "Dreaming of You"             | Radu Bolțea (m et p), Sebastian Barac (m et p), Marcel Botezan (m et p)                                                   | 4               | 6           | 10           | 6     |
| 4  | Silvia Ștefănescu                  | "I Can't Breathe Without You" | Elvin Dandel (m et p) | 1               | 1           | 2            | 12    |
| 5  | Blaxy Girls                        | "It's So Fine"                | Costi Ioniță (m) / Rucsandra Iliescu (p)                                                                                  | 6               | 0           | 6            | 7     |
| 6  | Claudia Pavel                      | "I Want U to Want Me"         | Andrei Filip (m et p), Pontus Assarsson (m et p), Tobias Lundgren (m et p), Johan Fransson (m et p), Tim Larsson (m et p) | 3               | 0           | 3            | 10    |
| 7  | Laurențiu Cazan                    | "We Can Change The World"     | Laurențiu Cazan (m et p)                                                                                                  | 5               | 7           | 12           | 5     |
| 8  | Dan Helciug                        | "My Facebook Girl"            | Dan Helciug (m et p) | 0               | 4           | 4            | 9     |
| 9  | Distinto, Ianna & Anthony Icuagu   | "Open Your Eyes"              | Cristian Faur (m et p) | 12              | 5           | 17           | 2     |
| 10 | Direcția 5                         | "Cinema Love"                 | Marian Ionescu (m) / Andrei Hațegan (p)                                                                                   | 7               | 10          | 17           | 3     |
| 11 | Rallsa                             | "Take me down"                | Berehoi Alexandru (m et p), Sergiu Gelu Ene (m et p)                                                                      | 0               | 0           | 0            | 13    |
| 12 | Hotel FM                           | "Change"                      | Gabriel Băruță (m et p) / Alexandra Ivan (p)                                                                              | 10              | 12          | 22           | 1     |
| 13 | Mihai Alexandru avec B-Body & Soul | "Bang Bang"                   | Mihai Alexandru (m) / Japhet Niven (p)                                                                                    | 8               | 8           | 16           | 4     |

## À l'Eurovision
La Roumanie participera dans la seconde demi-finale du Concours, le 12 mai 2011.